# I Do Not Hook Up
"I Do Not Hook Up"  je drugi singl američke kantautorice Kelly Clarkson s njenog četvrtog studijskog albuma All I Ever Wanted. Pjesma bilježi velike uspjehe na svjetskim top ljestvicama. Pjesmu je napisala Katy Perry za svoj album Katy Perry, koji nije nikad izašao kao album.

## Videospot
Spot za pjesmu "I Do Not Hook Up" snimljen je 25. ožujka 2009. godine pod redateljskom palicom Bryana Barbera. Prije samog objavljivanja videa, objavljen je 30-sekundni isječak na njenoj službenoj stranici. Clarkson je izjavila kako u spotu izlazi s tri muškaraca, ali u završnoj verziji su samo dva što bi značilo da su trećeg izrezali iz videa.
Na početku spota Clarkson se nalazi na nečijem vjenčanju, gdje se dosađuje ali postaje joj uzbudljivo kad ugleda konobara. U tom trenutku ona zamišlja kako ga zavađa na stolu i zamišlja kako se oni ljube. Kasnije je ustanovila kako je sve to samo njena mašta. U drugoj sceni Clarkson izlazi sa svojim prijateljicama u baru da promatraju dečke. Tada dobivaju ideju da plašu po šanku, tako da pridobe pažnju. Clarkson se poskliže i padne sa šanka, no ubrzo opet ustaje i sretno se zaderala. Na kraju, ona pjeva zadnju frazu pjesme s dečkom koji je bio interesiran za nju. U nekim scena Clarkson pjeva sa svojim bendom na pozornici.

## Uspjeh na top listama
Najviša pozicija pjesme na Billboard Hot 100 bila je 20, a singl je prodan u 690.000 primjeraka u 18 tjedana. Singl se našao na broju 12 na Billboard Pop 100, na Billboard Hot Adult Top 40 Tracks na broju 13 i na broju 8 na radijskim ljestvicama. U Kanadi singl se bolje plasirao i to na 13. poziciji ljestvice Canadian Hot 100. Pjesma "I Do Not Hook Up" bila je hit u Australiji plasiravši se na 9. poziciji ljestvice ARIA Singles Top 50, time je pjesma postala njen osmi top 10 na toj ljestvci. Na ljestvici UK Singles Chart se nije uspjela plasirati kao prijašnji singl "My Life Would Suck Without You" te se plasirala samo na 36. poziciji. Singl se nije dobro plasirao u Irskoj, Švedskoj, Novom Zelandu, Njemačkoj i Austriji.

## Popis pjesama
CD singl (88697-524492)
1. I Do Not Hook Up - 03:20
2. I Do Not Hook Up (instrumentalna verzija) - 03:20

Maksi CD singl (88697-524502)
1. I Do Not Hook Up - 03:20
2. I Do Not Hook Up (instrumentalna verzija) - 03:20
3. My Life Would Suck Without You (Chriss Ortega Radio Mix) - 03:40
4. My Life Would Suck Without You (F&L Radio Edit) - 03:53

I Tunes EP
1. I Do Not Hook Up - 3:20
2. I Do Not Hook Up (Ashanti Boyz Radio Mix) - 3:39
3. I Do Not Hook Up (Ashanti Boyz Club Mix) - 5:56

### Ostale verzije i remiksevi
1. I Do Not Hook Up (instrumentalna verzija) - 3:20
2. I Do Not Hook Up (Ashanti Boyz Radio Mix) - 3:39
3. I Do Not Hook Up (Ashanti Boyz Club Mix) - 5:56
4. I Do Not Hook Up (Bimbo Jones Radio Edit)
5. I Do Not Hook Up (Bimbo Jones Remix)

## Top liste
| Top liste (2009.)     | Najviša pozicija |
| --------------------- | ---------------- |
| Australija            | 9                |
| Austrija              | 68               |
| Belgija (Flandrija)   | 58               |
| Europa                | 81               |
| Irska                 | 30               |
| Kanada                | 13               |
| Nizozemska            | 97               |
| Novi Zeland           | 31               |
| Njemačka              | 55               |
| SAD Billboard Hot 100 | 20               |
| Švedska               | 30               |
| UK                    | 36               |

| Država     | Naklada | Prodaja |
| ---------- | ------- | ------- |
| Australija | zlatna  | 35.000  |
| Kanada     | zlatna  | 35.000  |
| SAD        | /1      | 690.000 |

## Povijest objavljivanja
| Država                 | Datum             | Format                       | Izdavač     |
| ---------------------- | ----------------- | ---------------------------- | ----------- |
| Australija             | 30. ožujka 2009.  | Radio                        | Sony Music  |
| Ujedinjeno Kraljevstvo | 13. travnja 2009. | Radio                        | RCA Records |
| Europa                 | 13. travnja 2009. | Radio                        | Sony Music  |
| SAD                    | 14. travnja 2009. | Radio                        | RCA Records |
| Svijet                 | 20. travnja 2009. | Video                        | Sony Music  |
| Australija             | 1. svibnja 2009.  | CD singl, digitalni download | Sony Music  |
| Njemačka               | 22. svibnja 2009. | CD singl, digitalni download | Sony Music  |
| Ujedinjeno Kraljevstvo | 1. lipnja 2009.   | CD singl, digitalni download | RCA Records |